# WASP-17
WASP-17 es una estrella de tipo F situada sobre la constelación de Escorpio aproximadamente a una distancia de 1300 años luz.
Recientemente se ha confirmado un planeta extrasolar que orbita alrededor esta estrella. El planeta, conocido como WASP-17b, tiene una órbita anómala. Es el único planeta extrasolar que orbita en la dirección opuesta a la rotación de su estrella.
La estrella como el planeta recibieron cada uno un nombre popular haciendo un par de nombres conectados por un tema común, lo que permite que otros planetas que se descubran en el futuro reciban el mismo nombre. A WASP - 17 según NameExoWorlds se le nombró como Dìwö por un grupo de costarricenses que postularon el nombre y de igual manera al planeta que orbita alrededor de ella se le llamó Ditsö̀. Dìwö en idioma bribri significa sol.

## Sistema planetario
WASP-17b es un planeta de baja densidad descubierto por el proyecto SuperWASP, este planeta tiene una órbita en dirección opuesta a la rotación de su estrella, tiene 1,6 veces la masa de Saturno y un radio que va aproximadamente de 1,5 a 2 veces el de Júpiter.
Orbita su estrella con una periodicidad de 3,7 días.